# Charles Norris Cochrane
Charles Norris Cochrane, född 21 augusti 1889 i Omemee i Ontario, död 23 november 1945 i Toronto, var en kanadensisk historiker och filosof som undervisade vid universitetet i Toronto.

## Liv
Norris Cochrane studerade själv vid universitetet i Toronto, samt Oxfords universitet. Under första världskriget deltog han i Canadian Officers Training Corps, och 1918 stred han i Europa med 1st Tank Battalion.

## Filosofi
Charles Norris Cochranes Thucydides and the Science of History gavs ut 1929, och hans mest kända verk, Christianity and Classical Culture, 1940. Det senare verket väckte djup beundran hos W.H. Auden, och Harold Innis beskrev verket som "det första större kanadensiska bidraget till västs intellektuella historia". 2017 gavs en ny samlingsvolym med hans postuma skrifter och samlade essäer ut: Augustine and the Problem of Power: The Essays and Lectures of Charles Norris Cochrane. Titelessän i volymen gavs ursprungligen som föreläsning, "the 1945 Nathaniel W. Taylor Lectures", vid den religiösa fakulteten på Yale University.
I sin filosofi och historiografi påverkades Cochrane mycket av R.G. Collingwood. Den hegelianske filosofen James Doull var en av hans studenter. Doulls vän George Grant var också en stor beundrare av Cochrane.
Arthur Kroker har konstaterat att "Charles Norris Cochrane… som tänkare förstod på djupet och väl kristendomens generativa ursprung som ett gensvar på en större kulturell kris som den sekulära tanketraditionen, vare sig romersk eller grekisk, själv kunde lösa. Samtidigt förstod Cochrane i detalj den kommande krisen för kristendomen och nihilismen". Kroker fortsätter med att konstatera att Norris Cochrane, trots att han inte fått mycket uppmärksamhet, måste anses vara "en av de ledande civilisationsfilosoferna från 1900-talet".